# برمجة تطورية
البرمجة التطورية هي واحدة من النماذج الأربعة الكبرى للخوارزمية التطورية. وهي مشابهة للبرمجة الوراثية، ولكن هيكل البرنامج يكون ثابتاً، في حين يسمح لمعاملاتها العددية بالتطور.
استخدم مصطلح البرمجة التطورية لأول مرة من قبل لورانس فوغل في الولايات المتحدة في عام 1960 من أجل استخدام محاكاة التطور باعتبارها عملية تعلم تهدف إلى توليد الذكاء الاصطناعي. استخدم فوغل الآلات ذات الحالات المنتهية كمتنبئ وقام بتطويرها. البرمجة التطورية حاليا طريقة واسعة الانتشار للحوسبة التطورية مع عدم وجود بنية ثابتة (تمثيل ثابت) ، على النقيض مع بعض الطرق الأخرى. لقد أصبح من الصعب التمييز بين البرمجة التطورية و الاستراتيجيات التطورية.
عامل الاختلاف الرئيسي هو الطفرة. وينظر إلى الأفراد من السكان كجزء من أنواع محددة بدلا من ان يكونوا أعضاء من نفس النوع وبالتالي فان كل من الوالدين يولد نسلاً، باستخدام انتخاب الاصلح (μ + μ).